# 스테판 샤퓌자
스테판 "샤피" 샤퓌자(프랑스어: Stéphane Chappi Chapuisat, 1969년 6월 28일 ~ )는 스위스의 은퇴한 축구 선수로, 한때 스위스 축구 국가대표팀의 최다 득점자였다.
그는 고향의 축구 팀 로잔 스포르에서 선수 생활을 시작해 바이어 위르딩겐, 보루시아 도르트문트, 그라스호퍼 클럽 취리히, 영 보이즈 등에서 활약했으며, 독일 분데스리가에서 뛰던 시절에는 UEFA 챔피언스리그 1996-97 우승을 경험하고 총 228경기에서 106골을 기록하는 금자탑을 이룩하였다.
스위스 대표팀 소속으로는 1994년 FIFA 월드컵, 유로 96, 유로 2004에 나서 스위스의 대표 공격수로 뛰었고, 1989년 데뷔해 2004년 은퇴하기까지 103경기에서 21골을 넣었다. 2003년 11월에는 스위스 축구 협회의 추천을 받아 UEFA 주빌리 어워드 수상자로 선정되었다.

## 수상
도르트문트
- 분데스리가 : 1994-95, 1995-96
- 1996-97 UEFA 챔피언스리그 우승
- 1997년 인터콘티넨털컵 우승

 그라스호퍼
- 2000-01 스위스 슈퍼리그 우승

개인
- 스위스 슈퍼리그 득점왕 : 2000-01, 2003-04
- 스위스 슈퍼리그 올해의 선수상 : 2001, 2004
- 2004년 UEFA 주빌리 어워드 수상

## 같이 보기
- A매치 100경기 이상 출전한 축구 선수 명단